# Ettore Sottsass
Ettore Sottsass (14 de setembre de 1917 Innsbruck - 30 de desembre de 2007 a Milà) va ser un important arquitecte i dissenyador italià de la segona meitat del segle xx. Fundador del Grup de disseny Grup Memphis i un important consultor de disseny per Olivetti.

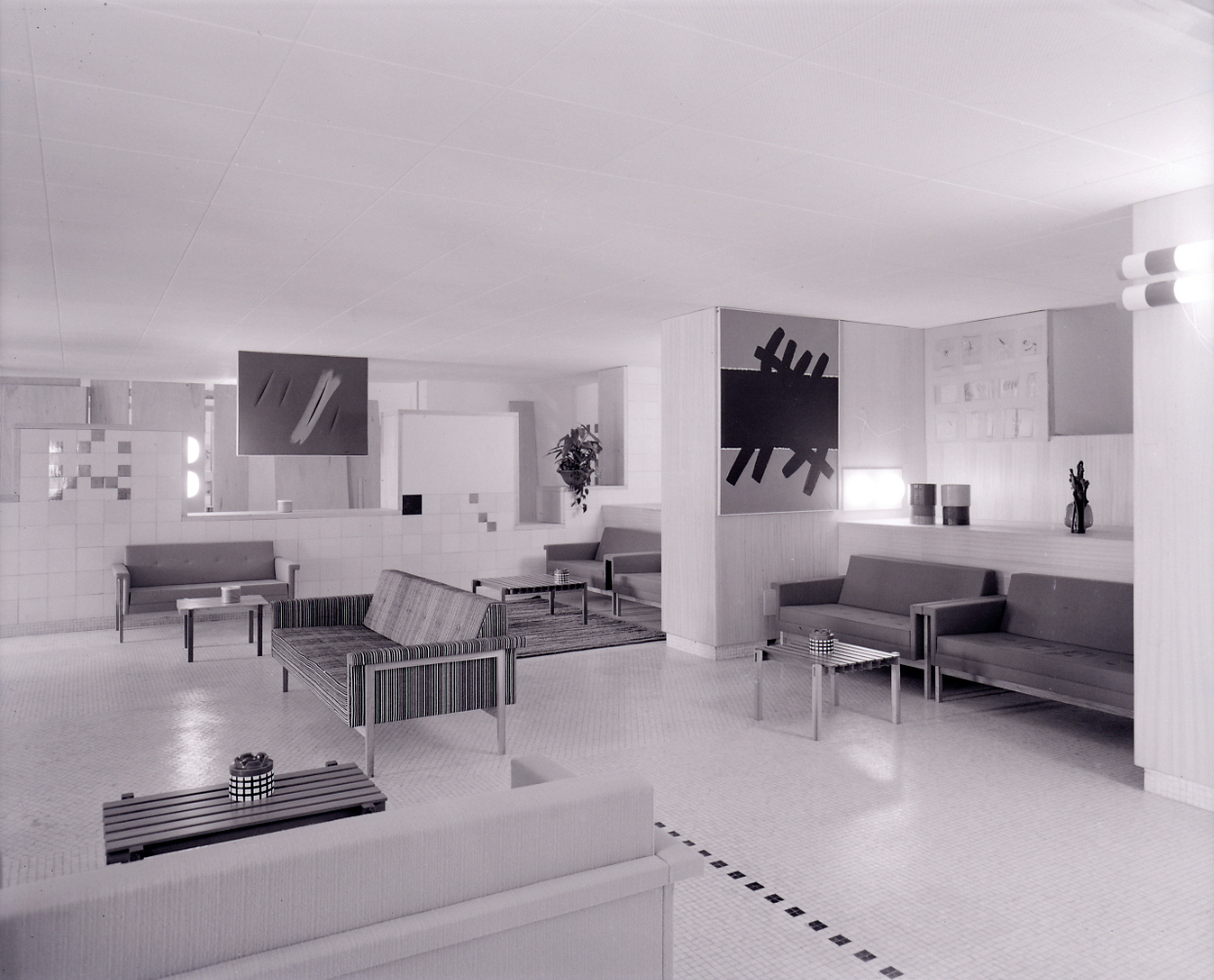
12° Triennale de Milà, mobles per a interiors dissenyats per Sottsass. Foto per Paolo Monti, 1960.

Nascut a Àustria, va començar la seva carrera estudiant la Universitat Politècnica de Torí. Va ser alumne per quatre anys i va provar el seu gran talent escrivint sobre art i disseny interior amb el seu company Luigi Spazzapan. En deixar la Universitat, Sottsass es va allistar a l'exèrcit per tres anys. Després de complir el seu deure militar, va treballar per a un grup d'arquitectes mentre instal·lava la seva pròpia oficina a Milà, anomenada "L'Estudi".
Sottsass es va unir a Olivetti com a consultor de disseny i va treballar allà per més de 20 anys. Allà faria diversos projectes. Entre d'altres, va dissenyar la màquina d'escriure "Valentine", (una revolució en el mercat i com disseny industrial, segueix exposada des de l'any de la seva creació, al Museu d'Art Modern de Nova York) i la calculadora Elea 9003.
També va ser internacionalment conegut com a arquitecte, i es va involucrar en nombrosos projectes arreu del món. Al llarg de la seva carrera va comptar amb la cooperació d'amics molt reconeguts en el camp de l'arquitectura i el disseny com Aldo Cibic, James Irvine o Matteo Thun.
Va morir el matí del dilluns 31 de desembre del 2007 a Milà, Itàlia. Va morir al seu domicili a causa d'una insuficiència cardíaca deguda a una grip.